# Фабрика Братьев Грачёвых
Фабрика Братьев Грачёвых — фабрика по производству золотых, серебряных и гальванических изделий. Существовала с 1866 г. по 1918 г. Фабрика принадлежала семье фабрикантов Грачёвых.
Фирма занималась производством предметов культа, быта, скульптуры, столовых и чайных сервизов, посуды в разных исторических стилях. Фабрика братьев Грачевых была самой известной в Петербурге, изготавливавшей предметы в «русском» стиле. Братья Грачевы много работали с эмалью в различных техниках в т.ч. с «оконной» или витражной. Художественные изделия фирмы были популярны, как в России, так и за границей.

## История
В 1873 отец семейства Гавриил Петрович умирает, а производство продолжают его наследники. Главными сыновьями, стоявшими у истока производства считаются Михаил, Симон и Григорий Грачёвы, они занимаются продвижением и популяризацией семейного дела. А другие пять сыновей будут пайщиками фирмы: Алексей, Николай, Гавриил, Пётр и Иван. Дальнейшее производство идёт под именем фирма «Братьев Грачёвых». Именно с этого момента изделия постепенно начинают приобретать широкую известность.
Семейная фирма участвовала в нескольких российских и международных ярмарках, таких как Всероссийская промышленная и художественная выставка в 1896 году, выставка северных стран в Копенгагене в 1888 году, где она была награждена золотой медалью, и Колумбийская выставка в Чикаго в 1893 году. С 1886 года фирма стала официальным поставщиком короля Дании.
В 1897 двум братьям Грачёвым, Михаилу Грачёву и Григорию Грачёву, за успехи в международных выставках пожаловали звание потомственного почётного гражданина, что, согласно «Табели о рангах», приравнивалось к 8-му классу и соответствовало чину майора. Что касается третьего члена семьи, Семёна Грачёва, то известно, что он окончил Коммерческое училище Видемана, после чего стал руководить фабрикой "Братьев Грачёвых".

В 1889 г. наследники открывают первую свою собственную ювелирную мастерскую, получая свое фирменное клеймо «БР.ГР.».
В 1895 году маленькая мастерская стала фабрикой. На предприятии работало 87 человек. Его товарооборот в год составил 125 000 рублей.
В 1900 году Михаил и Семен, следуя экономическим тенденциям предприятий-лидеров того времени, в качестве полных товарищей, с участием вкладчиков, остальных братьев, открывают торговый дом «Братья Грачевы».

## Клейма фабрики
С 1867 году на продукцию ставилось клеймо «ГРАЧЕВЪ».
До 1889 г. – открытия собственной мастерской, - фирма не имела собственного клейма. На продаваемых ею предметах находились «именники» мастеров, работавших на неё.
С 1899 встречается клеймо фирмы «Братьев Грачёвых», которое имеет инициалы «БР.ГР» или «БР.ГРАЧЁВЫ» 
С 1892 г., будучи придворным поставщиком, вместе с именником получила право клеймить свои изделия изображением государственного герба.